# Долинське (Каховський район)
Доли́нське — село в Україні, у Хрестівській сільській громаді Каховського району Херсонської області. Населення становить 1039 осіб. 24 лютого 2022 року село тимчасово окуповане російськими військами під час російсько-української війни.

## Населення
Згідно з переписом УРСР 1989 року чисельність наявного населення села становила 1076 осіб, з яких 521 чоловік та 555 жінок.
За переписом населення України 2001 року в селі мешкала 1031 особа.

### Мова
Розподіл населення за рідною мовою за даними перепису 2001 року:
| Мова       | Відсоток |
| ---------- | -------- |
| українська | 94,32 %  |
| російська  | 4,33 %   |
| молдовська | 0,96 %   |
| білоруська | 0,19 %   |
| вірменська | 0,10 %   |
| гагаузька  | 0,10 %   |

## Постаті
- Загодиренко Павло Петрович — тракторист-машиніст, кавалер ордена «За заслуги» II ступеня[5]
- Шахов Едуард Олександрович (1994—2019) — молодший сержант Збройних сил України, учасник російсько-української війни.